# (163899) 2003 SD220
2003 أس دي 220 (ويعرف أيضًا باسم (163899) 2003 أس دي 220 وفق تسمية الكوكب الصغير) (بالإنجليزية: 2003 SD220)‏ هو كويكب ضمن حزام الكويكبات؛ وترتيبه 163899 من حيث الاكتشاف.
اكتُشف هذا الجُرم الفلكي بواسطة مرصد لويل للبحث عن الأجرام القريبة من الأرض في 29 سبتمبر 2003.

## وصلات خارجية
- (163899) 2003 SD220 في قاعدة بيانات مختبر الدفع النفاث لأجرام النظام الشمسي الصغيرة

- الاكتشاف · مخطط المدار ·  العناصر المدارية · المعلمات المادية

- (163899) 2003 SD220 على موقع ويكي سكاي: DSS2, SDSS, GALEX, IRAS, Hydrogen α, X-Ray, Astrophoto, Sky Map, Articles and images